# Sven-Åke Axelsson
Sven-Åke Axelsson, född den 24 november 1934 i Limhamn, död 22 september 2018 i Västerås, var en svensk civiljägmästare, skog. dr. och professor vid Sveriges lantbruksuniversitet.
Efter avslutad värnplikt praktiserade Axelsson i Boden för att förbereda sig för Skogshögskolan. Axelsson arbetade efter jägmästarstudier vid FN-organet FAO i Genève 1966–67, och var gästforskare i Montreal 1971–72 där han arbetade med en doktorsavhandling om skogsmaskiners driftsäkerhet. 1983 blev han professor i skogsteknik vid Skogshögskolan i Garpenberg.
Invald 1989 som ledamot i Skogsavdelningen, Kungliga Skogs- och Lantbruksakademien.